# Диярбакыр
Диярбакы́р (тур. Diyarbakır, курд. Amed, арам. ܐܡܝܕ, арм. Ամիդ) — город и район на юго-востоке Турции (бывший Диярбекир), на реке Тигр.  Административный центр ила (провинции) Диярбакыр. Является крупнейшим городом с курдским большинством в Турции. Неофициальная столица Северного Курдистана и всего Курдистана в целом. Историческая столица Великой Армении, построенная Тиграном II, на месте древней Амиды, в качестве собственной резиденции.

## История
Историческое название этого древнего города — Амида. В 77 году до нашей эры древнеармянский царь Тигран решил построить на этом месте новую столицу — Тигранакерт. Он предполагал, что новый роскошный город будет символом Новой Армении. По задумке Тиграна, город должен был стать новым центром армянской культуры и цивилизации. Город также служил бы символом величия и славных побед Тиграна. Однако в результате осады и последовавшего Тигранакертского сражения 6 октября, 69 г до н. э. город был разграблен римскими войсками.
В IV в., по повелению императора Констанция II, вокруг него были возведены городские стены из базальтовых тёсанных камней. В 359 г. Тигранакерт был завоёван иранским шахом Шапуром. Впоследствии Юстиниан I отвоевал город и провёл дополнительные фортификационные работы. Потом Тигранакерт снова перешёл в иранские руки. В 640 г. после завоевания города арабами, Тигранакерт получил название Диярбекир. Диярбекир был одним из пунктов Великого шёлкового пути. В 958 г. византийцы вернули контроль над городом. В 1001 г. Диярбекир стал резиденцией курдской династии Марванидов. В 1085 г. перешёл в туркменские руки. В 1534 году Диярбекир был завоёван султаном Сулейманом I Кануни и вошёл в состав Османской империи. Византийская крепость получила название Ич-кале. Османский путешественник XVII века Эвлия Челеби называл Диярбакыр «Туркманистаном и Курдистаном».
14 декабря 1847 года, после подавления восстания курдского вождя Бедерхан-бея, Диярбекир стал центром «провинции Курдистан». Северная территория провинции, по данным Константинопольского патриархата, была населена преимущественно армянами. В Диярбекире существовало 7 армянских школ. В 1864 г. провинция Курдистан переименована в вилайет Диярбекир. В XIX—XX веках османские власти часто заточали в Диярбекирские тюрьмы деятелей болгарского и македонского национально-освободительного движения (в том числе более 300 членов ВМОРО).
1—3 ноября 1895 года, при султане Абдул-Гамиде II, турки устроили в городе резню армян и ассирийцев. В убийствах и грабежах активно участвовали полиция и аскеры. Погибло 3000, ранено было 1500 человек. До основания было разрушено 2 пригородных армянских села. Часть армян, организовав самооборону, сумела отбросить фанатичную мусульманскую толпу. Несколько тысяч человек нашли убежище во французском консульстве, католических церквях. Ассирийцам удалось защитить неприкосновенность своих храмов, в них укрывались как ассирийцы, так и армяне.
В 1908—1909 годах Диярбекирское отделение захватившей власть партии «Единение и прогресс» возглавлял местный туркмен Зия Гёкальп — будущий заместитель министра внутренних дел Талаат-паши.
По данным Константинопольского патриархата, на 1912 год в городе Диярбакыр, близлежащих городах (Мардин, Мидьят) и сёлах, проживало 296 000 человек, из которых армяне — 105 000 (36 %), курды — 74 000 (25 %), турки — 45 000 (15 %), другие народы (ассирийцы, арабы, черкесы и т. д.) − 72 000 (24 %). Христиане составляли более 50 % населения города. В результате организованного властями Османской империи (прежде всего — Талаатом и Гёкальпом) геноцида, всё христианское население было уничтожено или депортировано. Уничтожив в июне 1915 г. наиболее влиятельных представителей армянской общины, турецкие власти к октябрю того же года угнали в Рас-ул-Айн и истребили подавляющее большинство местных армян.
Кемалисты установили контроль над Диярбекиром в 1923 году. В 1937 г. Ататюрк лично посетил Диярбекир после очередного конфликта с местными курдами и распорядился заменить популярное у курдов имя города Диярбекир на созвучное Диярбакыр (от турецкого слова «bakır» — «медь»).
В 1966 г. в Диярбакыре основан филиал Анкарского университета, ставший в 1973 г. независимым университетом Тигрис.
В 1981—2002 годах Диярбакыр, из-за боевых действий между турецкой армией и отрядами КРП (Курдской рабочей партии), был закрытым городом.
6 февраля 2023 года Диярбакыр был частично разрушен в результате мощного землетрясения.

## Население
Население Диярбакыра менялось с течением истории. Город был домом в разные периоды времени для арабов, туркоман, курдов, армян и многих других народов.
Современное население города оценивается в 920 366 жителей, в основном курды (2013). Помимо курдов в городе проживают — турки, арабы, армяне, ассирийцы.

О населении города Диярбекир в XVII веке:
«В целом в провинции курды бесспорно составляли крупнейшую из этих [курды, тюрки, арабы] групп населения, за исключением самого города [Диярбекира], в котором значительную часть, возможно, даже большинство населения составляли тюрки».
По переписи Константинопольского патриархата, опубликованные в 1878 году на Берлинском конгрессе, в Диарбекире и прилегающих к нему селениях, проживало 362 300 человек, из которых:
- армяне — 180 000 (49,7 %)
- турки — 130 000 (35,9 %)
- курды — 44 300 (12,2 %)
- халдеи — 8 000 (2,2 %)

Почти все армянское и ассирийское население было депортировано и уничтожено во время геноцида армян и геноцида ассирийцев в первой половине XX века.
Курдское население Диярбакыра значительно увеличилось за счет урбанизации курдов с деревень и мелких пригородов в сам город Диярбакыр.

## Климат
В Диярбакыре жаркий средиземноморский климат с очень жарким и засушливым летом и прохладной, влажной зимой. Температура самого холодного месяца — января — 1,7 °C, самого жаркого — июля — 31,1 °C.
За год в среднем выпадает 406 миллиметров осадков, из которых только 2 % выпадают летом.
Благодаря более сухому воздуху, летняя высокая температура переносится легче, чем в регионах с более влажным воздухом.
| Показатель                    | Янв.  | Фев. | Март | Апр. | Май  | Июнь | Июль | Авг. | Сен. | Окт. | Нояб. | Дек.  | Год   |
| ----------------------------- | ----- | ---- | ---- | ---- | ---- | ---- | ---- | ---- | ---- | ---- | ----- | ----- | ----- |
| Абсолютный максимум, °C       | 16,9  | 21,3 | 28,3 | 35,3 | 38,1 | 42,0 | 45,0 | 45,9 | 42,0 | 35,7 | 27,2  | 22,5  | 45,9  |
| Средний суточный максимум, °C | 6,7   | 9,1  | 14,5 | 20,4 | 26,5 | 33,6 | 38,5 | 38,2 | 33,3 | 25,3 | 16,1  | 9,1   | 22,6  |
| Средняя температура, °C       | 1,7   | 3,6  | 8,4  | 13,8 | 19,2 | 26,2 | 31,1 | 30,4 | 24,9 | 17,2 | 9,3   | 3,9   | 15,8  |
| Средний суточный минимум, °C  | −2,3  | −1,1 | 2,7  | 7,2  | 11,3 | 16,9 | 21,8 | 21,1 | 16,2 | 10,2 | 4,0   | −0,2  | 8,9   |
| Абсолютный минимум, °C        | −22,1 | −21  | −14  | −6,1 | 0,8  | 6,0  | 11,0 | 13,8 | 5,2  | −1,2 | −12,9 | −23,4 | −23,4 |
| Норма осадков, мм             | 69,0  | 67,7 | 69,1 | 68,4 | 44,4 | 8,8  | 0,5  | 0,4  | 4,2  | 33,0 | 52,8  | 71,8  | 490,1 |

## Памятники архитектуры
Проведенные археологические раскопки констатируют факт существования в данной зоне в VII веке до н. э., цивилизации протянувшейся на тысячелетия. До современников дошли только построенные в IV в., по повелению Констанция II, городские стены из базальтовых тёсанных камней. Сверху, с неба они напоминают рыбу. Это единственное значительное дошедшее до нас средневековое здание. Углы улиц имеют форму закругленного четырёхугольника. В северо-южном направлении их длина достигает 1300 метров, а в восточно-западном направлении 1700 метров. Ширина крепостных стен от 3 до 5 метров, высота от 10 до 12 метров. Имеет четверо ворот: на севере Тарнут, на востоке Ну, на юге Мардин, на западе Урфа. Вдоль крепостных стен на всем их протяжении расположено около 80 башен.
Наиболее известным историческим памятником в Диярбакире является Улу Джами (Великая мечеть): в VII в. она была перестроена господствовавшими здесь арабами из старой церкви. Так, исходя из того, что суннитский ислам состоит из 4 мазхабов — ханафитского, ханбалитского, маликитского и шафиитского, то для совершения намаза (молитвы) было предусмотрено выделение каждому из них специального помещения, что привело к образованию строения, сочетающего в себе синтез разнообразных архитектурных стилей. Кроме этого памятника, в XII в. здесь появилось Зинджирли Медресе; имеются мечеть XV в., Пейхамбяр Джами (Мечеть пророка), а также мечети Паша-хана, Бахрам-паши, Гасым-бека.

## Культура
Крепость Диярбакыр (IV в. н. э.; крупнейшая в стране; в юго-восточной части города) и сады Хевсель включены в список Всемирного наследия ЮНЕСКО,
Археологический музей (1934; в современном здании с 1985),
Литературный музей им. Ахмеда Арифа (2011; в его составе — библиотека).
В городе расположены дома-музеи: турецкого писателя и поэта Зии Гёкальпа (1956), турецкого поэта и писателя Джахита Сыткы Таранджы (1973).
В 2002 году открыт Центр искусства, в структуре организации «Anadolu Kültür». Работает молодёжный культурный центр и фотостудия им. Мехмета Сена.

## Религия
Большинство населения города исповедует ислам суннитского толка. Также проживают мусульмане-алевиты (курды-заза), курды-езиды и христиане.

### Сурб Киракос
До геноцида армян в Тигранакертской равнине насчитывалось 11 действующих армянских церквей, последняя из которых была закрыта в 1915 году.
К XXI веку в городе осталось только одно армянское храмовое здание: церковь Сурб Киракос. На её торжественном переосвящении 30 ноября 2012 г. присутствовал Католикос Великого Дома Киликии Арам I. Католикос призвал верующих к межконфессиональному миру и терпимости.
Через 3 года богослужения в церкви прекратились из-за боевых действий и лишь в 7 мая 2022 года её вновь открыли после реставрации, проведённой на деньги правительства Турции. В церемонии принял участие армянский патриарх Константинополя Саак II (Машалян).